# 布蘭斯科姆冰川
78°32′S 86°05′W / 78.533°S 86.083°W

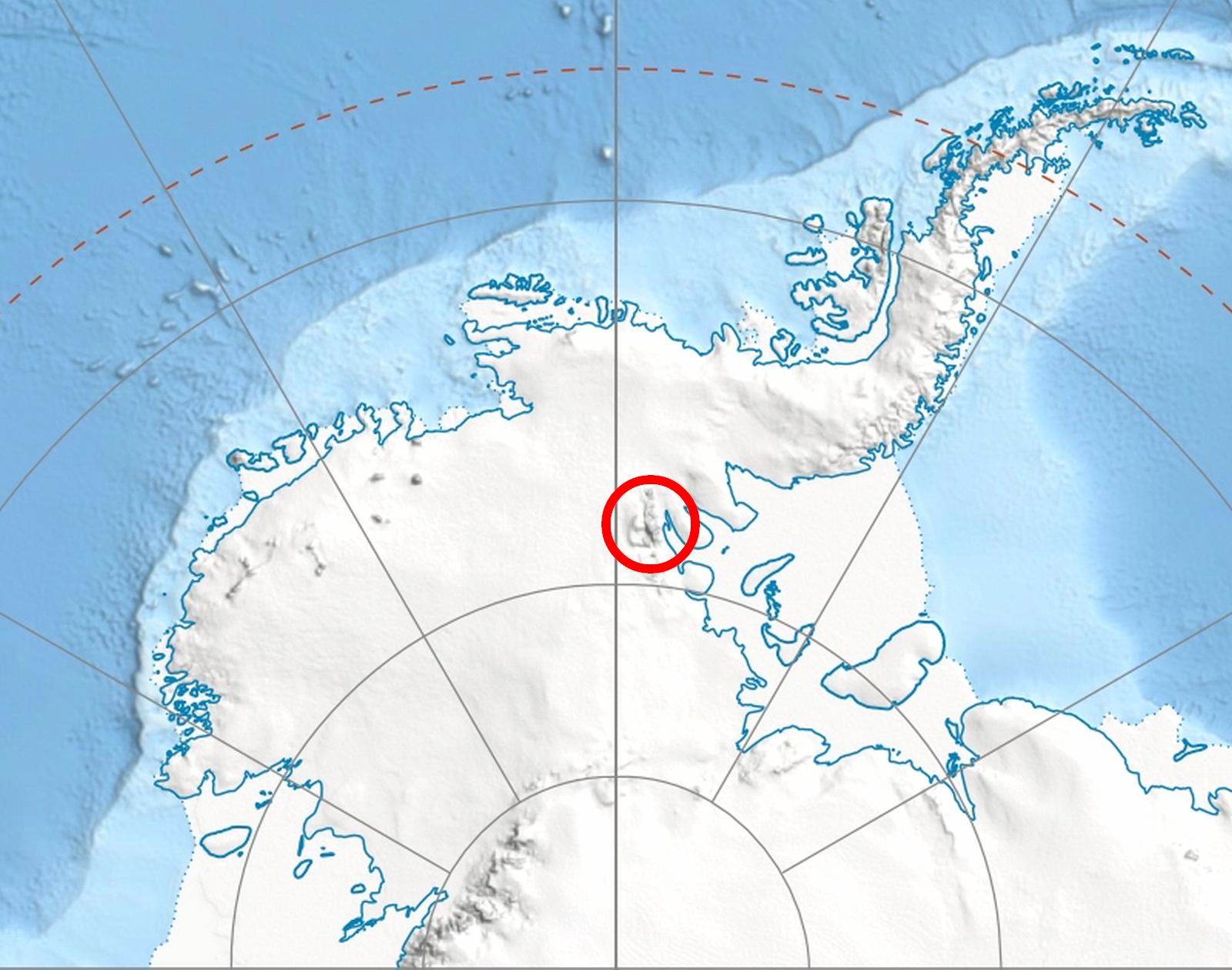

布蘭斯科姆冰川是南極洲的冰川，位於埃爾斯沃思山脈的森蒂納爾嶺，全長9.5公里，根據美國地質調查局的測量和美國海軍的空中照片被繪入地圖。

## 外部連結
- SCAR Composite Gazetteer of Antarctica（页面存档备份，存于）.